# ویکتوریا (آرژانتین)

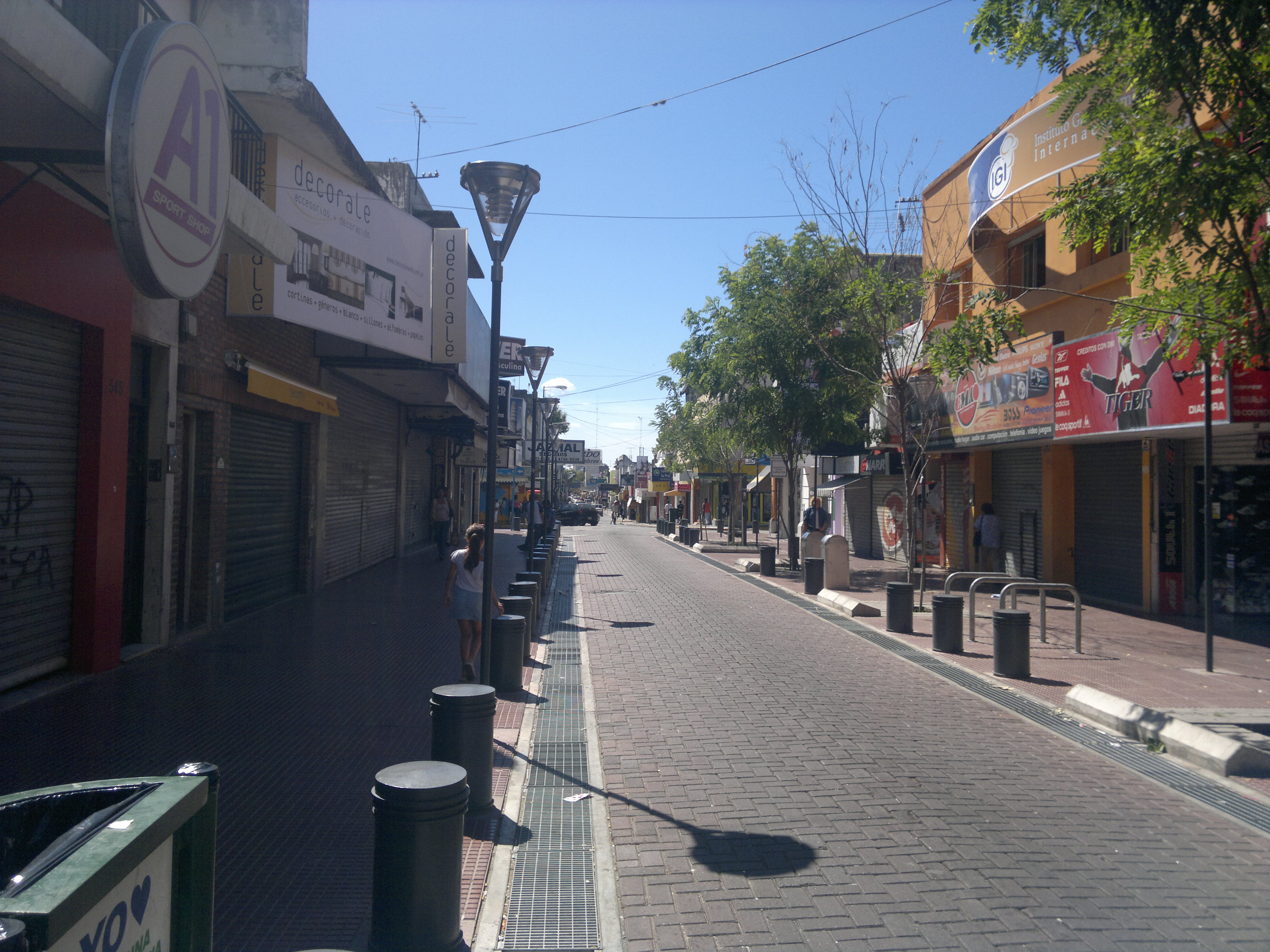
ویکتوریا، آرژانتین

ویکتوریا (به اسپانیایی: Victoria) شهری در کشور آرژانتین، استان بوئنوس آیرس است که در سال ۲۰۰۹ میلادی، حدود ۳۹۴۴۷ نفر جمعیت داشته است.